# Му, Луис
Луис Му (норв. Louis Moe, полное имя — Луи́с Мари́я Ни́льс Пе́дер Ха́ллинг Му, норв. Louis Maria Niels Peder Halling Moe; 20 апреля 1857 года — 23 октября 1945 года) — норвежский и датский живописец, иллюстратор, гравёр, литограф и писатель.
Луис Му известен своими многочисленными книжными иллюстрациями классических произведений, сказок, детских книг, книг по мифологии, детских и еженедельных журналов. Работы художника представлены в Национальной галерее в Осло и в Датском музее искусства и дизайна в Копенгагене.

## Биография

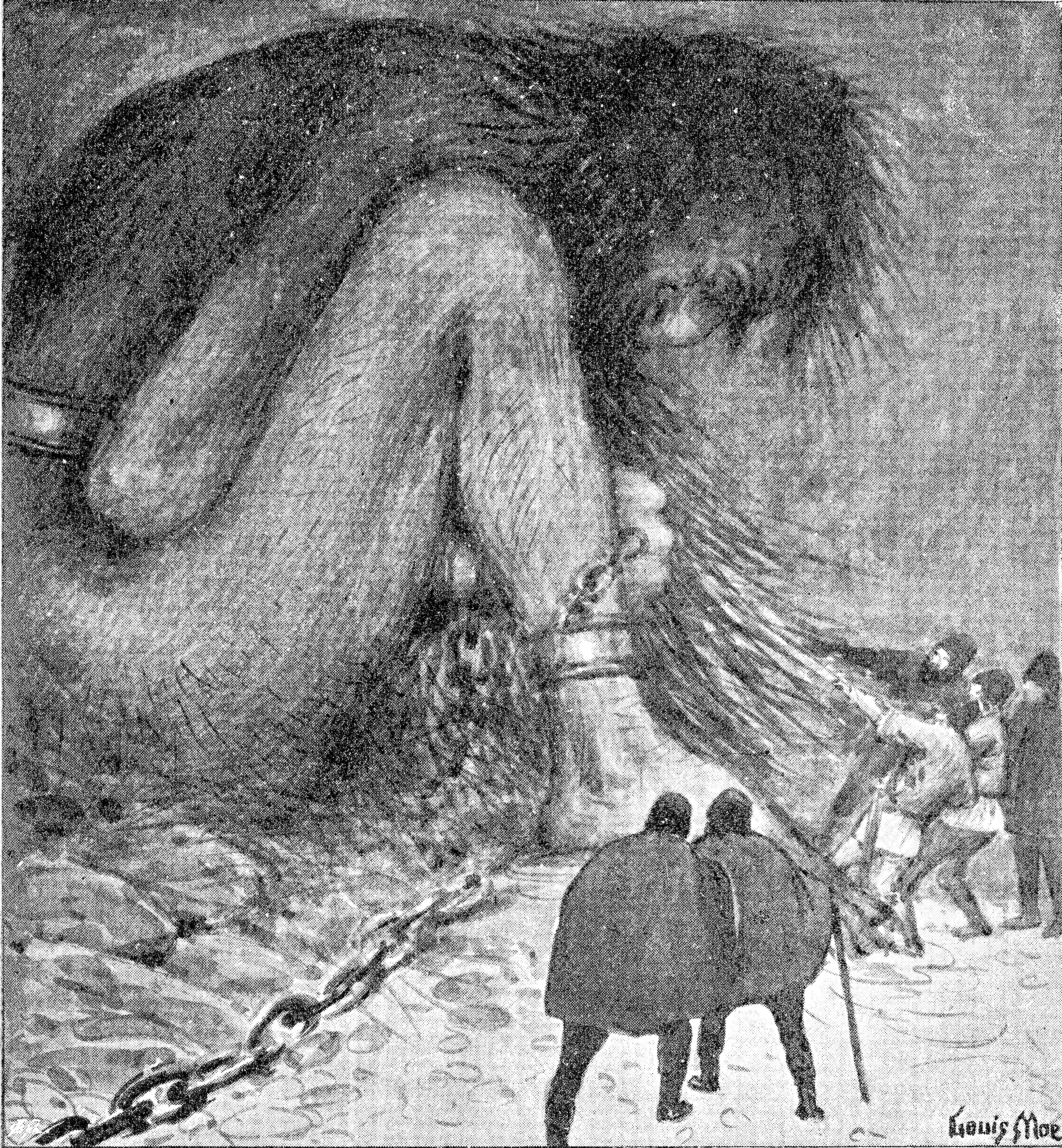
Ётун Утгарда-Локи, прикованный в пещере и Торкиль со своими спутниками. Иллюстрация к «Деяниям данов» Саксона Грамматика, 1898 г.

Луи Му родился в норвежском городе Арендале в семье стоматолога Хальвора Георга Теодора Му (норв. Halvor Georg Theodor Moe, 1826-1877) и дочери священника Хансин Констанс Халлинг (норв. Hansine Constance Halling, 1823-1913). Его дядя, Хоноратус Халлинг, был священником и лидером рабочего движения. А вот собиратель норвежского фольклора Йорген Му не был родственником Луиса, а приходился ему однофамильцем.
Первоначально Му должен был обучаться в латинской школе в Арендале, однако был вынужден прервать учёбу из-за болезни. Му учился рисованию в Осло у скульптора Юлиуса Миддельтуна (норв. Julius Middelthun), затем, в 1875 году поступил в Королевскую датскую Академию изящных искусств в Копенгагене. Там Му обучался в 1876-1882 годах, по окончанию академии, зимой 1882—1883 годов он обучался в школе живописи Лаурица Туксена.
В конце концов он обосновался в Дании, а в 1919 году получил датское гражданство. Он был одним из самых известных книжных иллюстраторов своего времени. Художник иллюстрировал классические произведения, сказки и детские книги. Последние он иллюстрировал (и обычно писал текст) по одной-несколько штук в год. Известны его работы с эротическими мотивами, где изображаются обнажённые женщины в виде монстров, змей, павлинов и других животных. Всю свою жизнь Му, помимо разносторонних интересов, отличался высокой продуктивностью. Его популярность, охватившая все скандинавские страны, не удалось затмить ни одному из его современников.
Среди его картин — «Portrettgruppe» (норв. Групповой портрет) 1887 года, «Jætteætt» (1888), «Bondepige fra Norges Vestkyst» (норв. девушка—крестьянка с западного побережья Норвегии) 1891 года и «Drageoffer» 1894 года.
С 1897 года он регулярно проводил лето на своей летней ферме Ювландсетер (норв. Juvlandsæter) в селе Вродаль в коммуне Квитесэйд (Норвегия). Эти места и районы провинции Телемарк были важными источниками вдохновения для его произведений. В 1904 году он издал книгу «Langt, langt borte i Skoge!» (норв. Далеко, далеко в лесу). Норвежская художница Сольвейг Мурен Санден (норв. Solveig Muren Sanden), тоже родом из Вродаля, одна из первых норвежских женщин-иллюстраторов, училась у Му искусству иллюстрации.
Иллюстрации Му к памятникам средневековой и классической литературы включают в себя «Деяния данов» Саксона Грамматика, «Старшую Эдду», произведения Йохана Хермана Весселя и Людвига Хольберга. Иллюстрации Му к изданию «Деяний данов» 1898 года (в переводе на датский Фредерика Винкеля Горна) считаются одними из лучших к данному произведению средневековой скандинавской хронистики, рисунки Му (количество коих составляет около четырёхсот) органично сочетаются с текстом хроники. Также Му обильно иллюстрировал древнескандинавские мифы и легенды, среди проиллюстрированных Му изданий на эту тематику —  написанные им самим «Рагнарёк» (дат. Ragnarok: en billeddigtning) 1929 года и «Валькирии» (дат. Valkyrjen) 1931 года. Кроме того, Му проиллюстрировал сказки Ханса Кристиана Андерсена (1926 г.), а также норвежские народные сказки, собранные Петером Асбьёрнсеном и Йоргеном Му (1936 г.).
С 1890-х по 1940-е гг. Му иллюстрировал норвежский детский журнал «Magne», шведский рождественский журнал «Jultomten», норвежский еженедельник «Norsk Ukeblad» и некоторые другие периодические издания. Также иллюстрировал детские книги, в их числе «Skovkongens Gilde» (дат. Праздник лесного короля, 1929), «Bamse — ein bjørnunges eventyr» (1921), «Peter Kvæk», «Kylle Kvak», а также серию книг «Burre Busse» шведского писателя Сируса Гранера (швед. Cyrus Granér). Одна из книг этой серии — «Burre-Busses nya kläder» (швед. Новая одёжка Бурре-Буссе) или «Burre-Busse i trollskogen» (швед. Бурре-Буссе в волшебном лесу) 1908 года c иллюстрациями Му, была издана в России под названием «Что было с Ваней в лесу». Книга была выпущена издательством Кнебеля с переводом некого «Е. К.». 3 ноября 1915 года во время заседания Библиотечной комиссии Общества содействия дошкольному воспитанию, была в том числе прорецензирована и книга «Что было с Ваней…» с рисунками Му. Александр Бенуа назвал иллюстрации Му «приемлемыми», а Анна Остроумова-Лебедева — хорошими. Впоследствии, в 1937 г. советский писатель Николай Олейников написал сказку со схожим сюжетом под названием «Петя в лесу», которая была опубликована в журнале «Сверчок». Иллюстрации неизвестного художника (скорее всего, Александра Ложкина, работавшего в издательстве Кнебеля или А. Налётова) также были выполнены под вдохновением Луиса Му. Кроме того, сказка Якоба Булля «Самое прекрасное в мире» (норв. Styggvakker-Mari) с иллюстрациями Му была опубликована в детском журнале «Мирок» в 1913 году, а сказка «Горе-охотник» (норв. Skyd i vind og veir) с иллюстрациями Му и из его же книги «Langt, langt bort i Skoge!» (в переводе Елены Торнеус) вышла в том же журнале в 1911 году. Также Му, наряду с Йоном Бауэром иллюстрировал сказки, входившие в серию книг «Среди эльфов и троллей» (швед. Bland tomtar och troll).
Скончался в Копенгагене в 1945 году, похоронен там же на Гарнизонном кладбище.

## Семья
- Жена (с 1897 г.) — Ингер Мёллер (дат. Inger Møller, 31 октября 1868-12 сентября 1954). Свадьба состоялась в Копенгагене 22 июня 1897 года[4][6].

## Награды
- Золотая медаль на всемирной выставке в Брюсселе (1910 г.)[4][6]
- Орден Данеброг (1931 г.)[6].

## Судьба произведений
Произведения Луи Му представлены в Национальной галерее в Осло, Датском музее искусства и дизайна в Копенгагене, в Rasmus Meyers Samlinger в Бергене и в галерее Луи Му в Трумсе. Самая большая коллекция графики Луи Му в настоящее время находится в музее в Вайле, Дания. Эта коллекция была передана в музей в 1947 году Королевской библиотекой Копенгагена, где она была собрана на протяжении многих лет в результате передачи обязательного экземпляра каждой книги, изданной в печатных мастерских Копенгагена.

## Иллюстрации к собственным книгам
- Billedbøger, 10 bd., København 1898—1905 (og senere utg.);
- Langt, langt bort i Skoge! Stemninger og Vilddyrhistorier, Kristiania 1904 (факсимильное изд. 1999 г.);
- Min egen billedbog, København 1919;
- Ragnarok, en billeddigtning, København 1929;
- Louis Moe. Skovkongens Gilde (датск.). — Gyldendalske Boghandel, Nordisk Forlag,. — Копенгаген, 1929. — 22 с. — ISBN 8252135099.
- Valkyrien. Romantisk billeddigtning, København 1931;

## Галерея

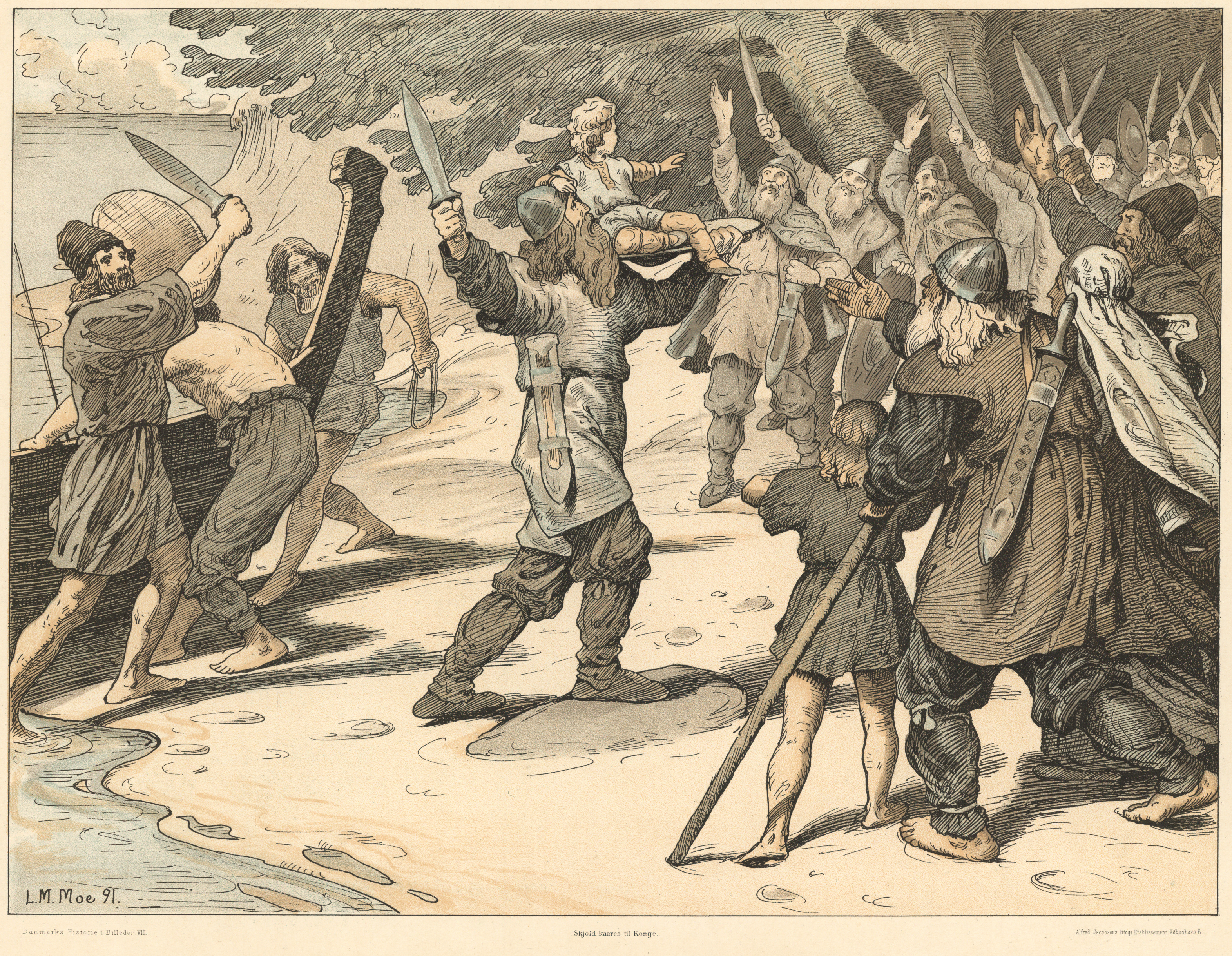
«Скьёльда избирают королём»
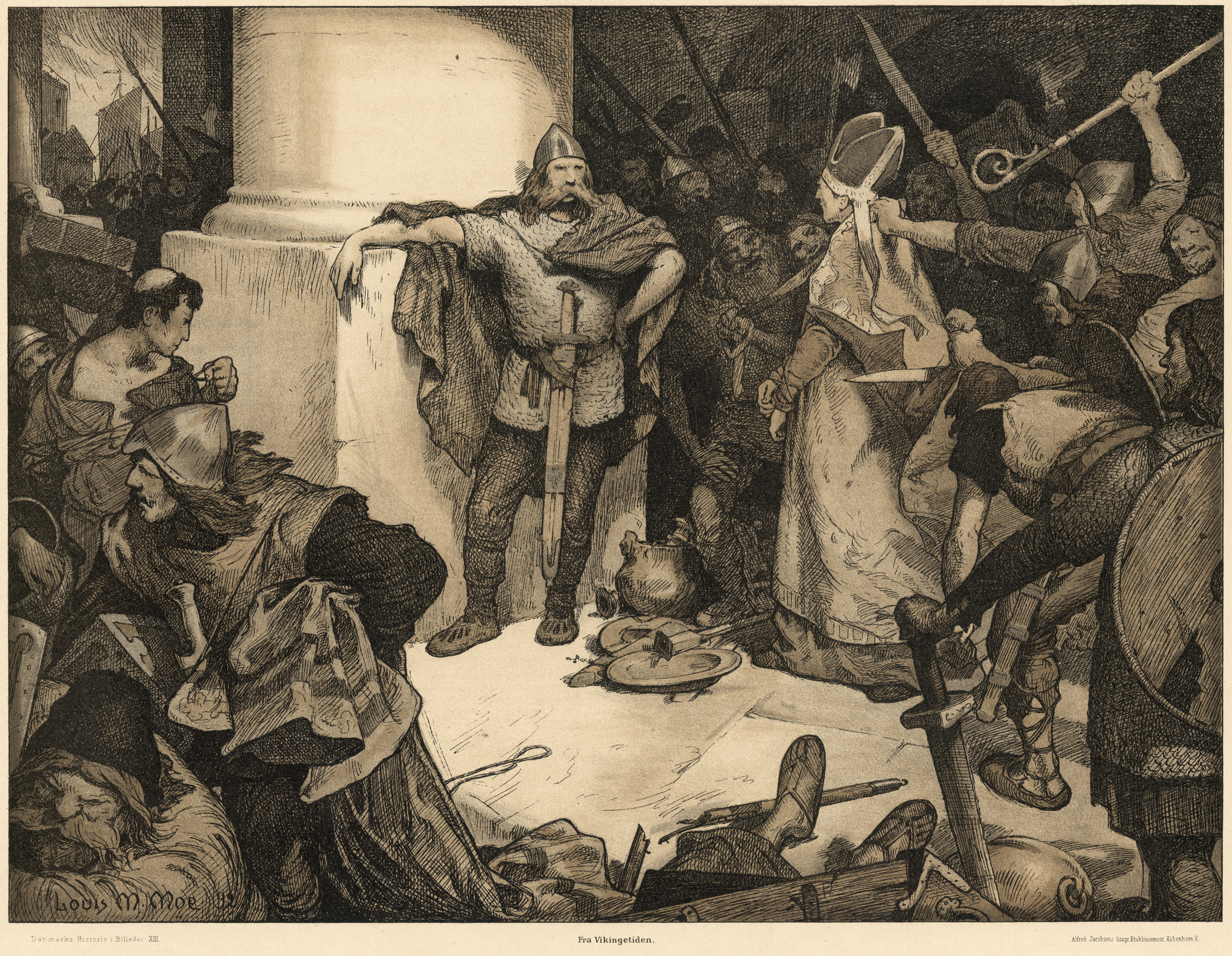
«Из эпохи викингов»
«Погребальный костёр Бальдра»
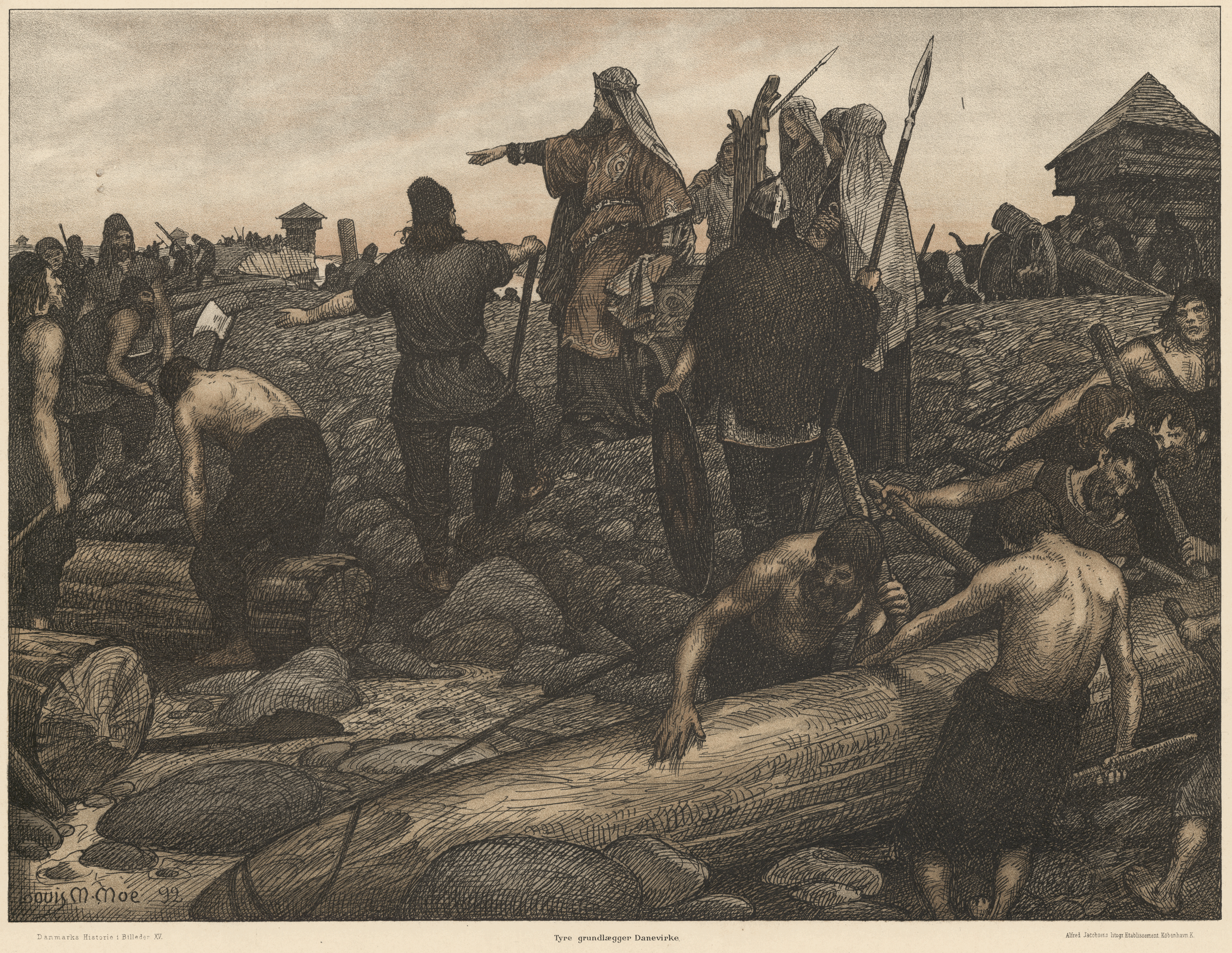
«Тира — основательница Даневирке»
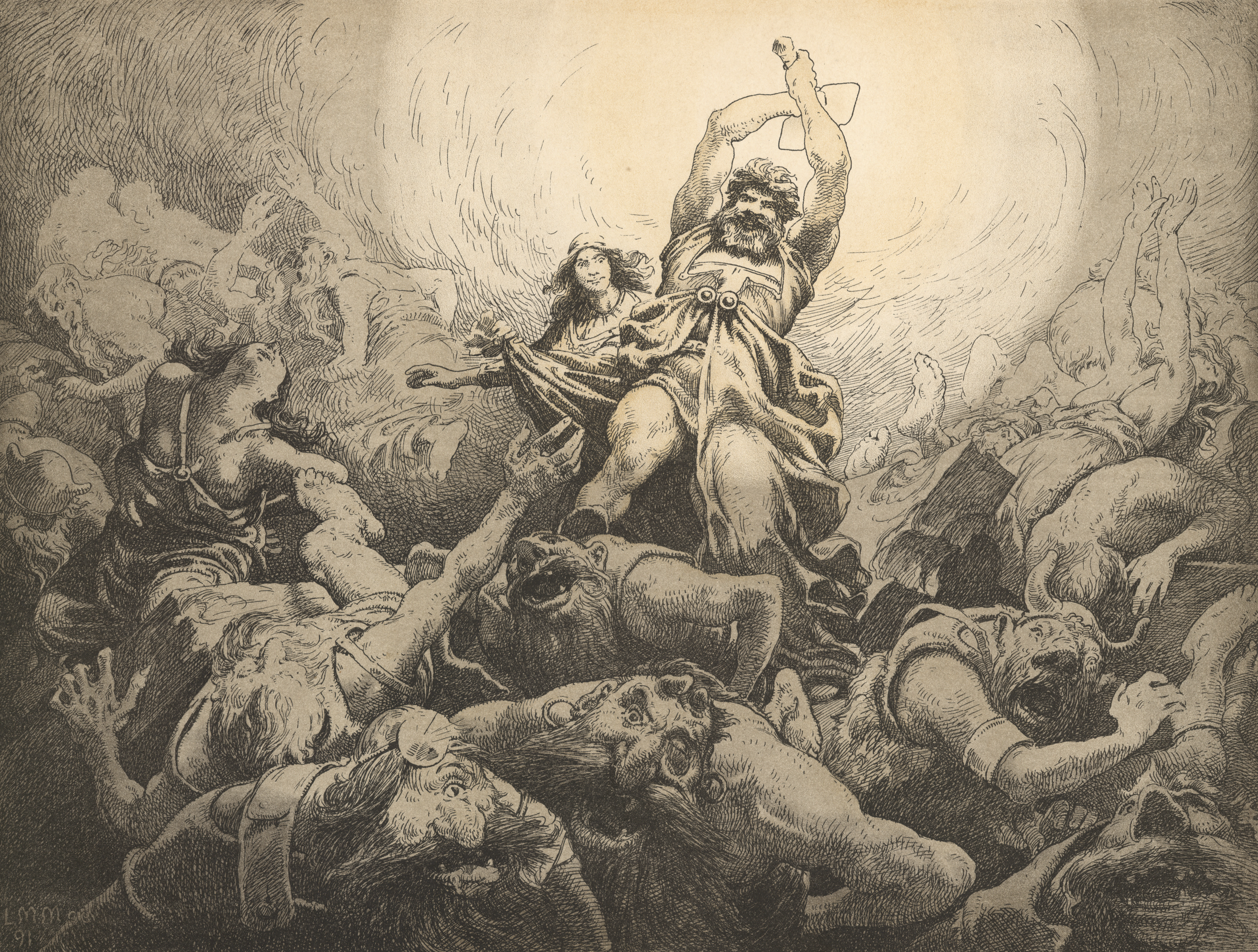
«Тор и Трим»
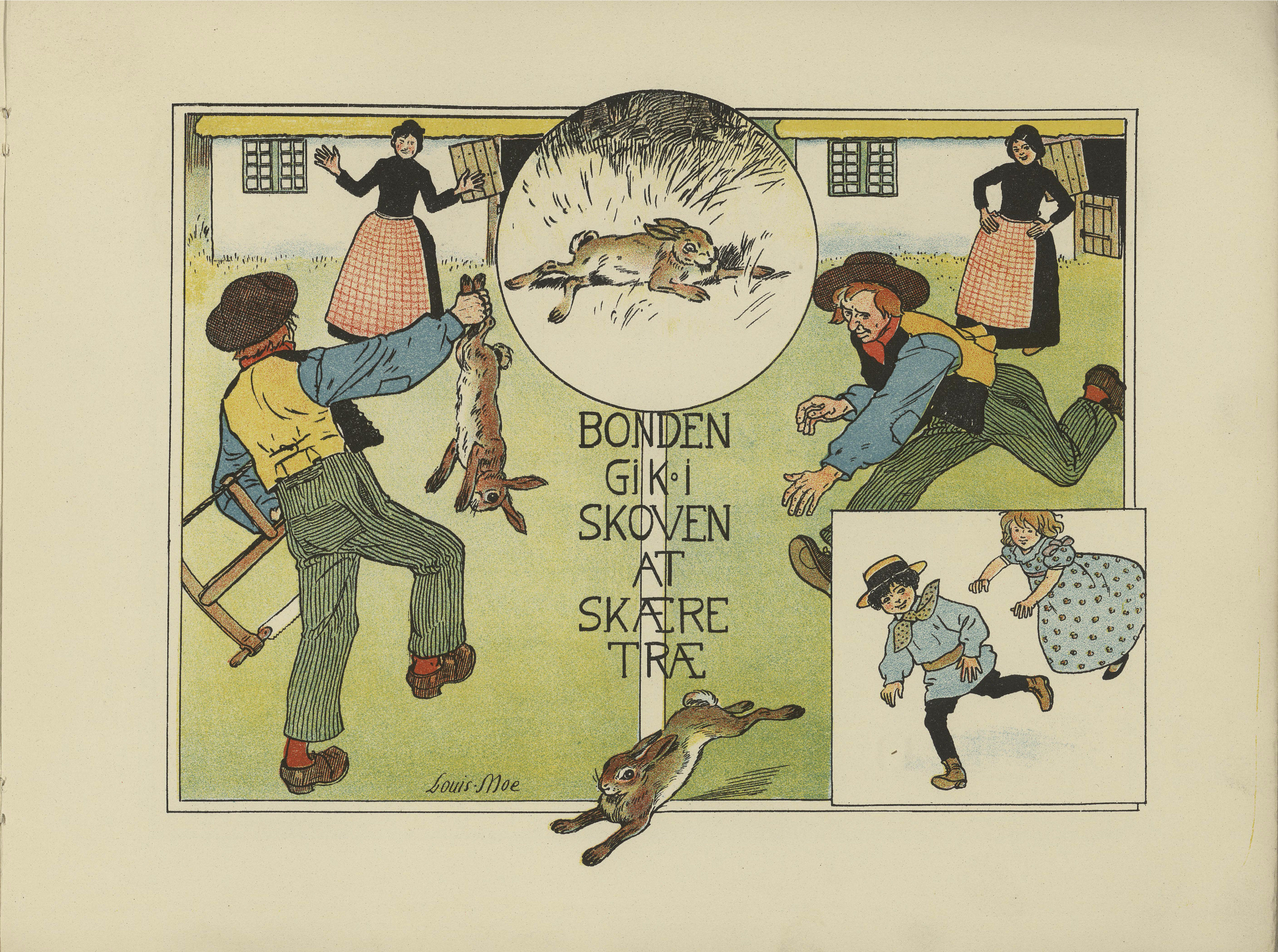
Иллюстрация из детской книги «Gamle børnerim og lege med nye billeder» (с дат. — «Старые детские потешки и игры»), 1907 год[24].
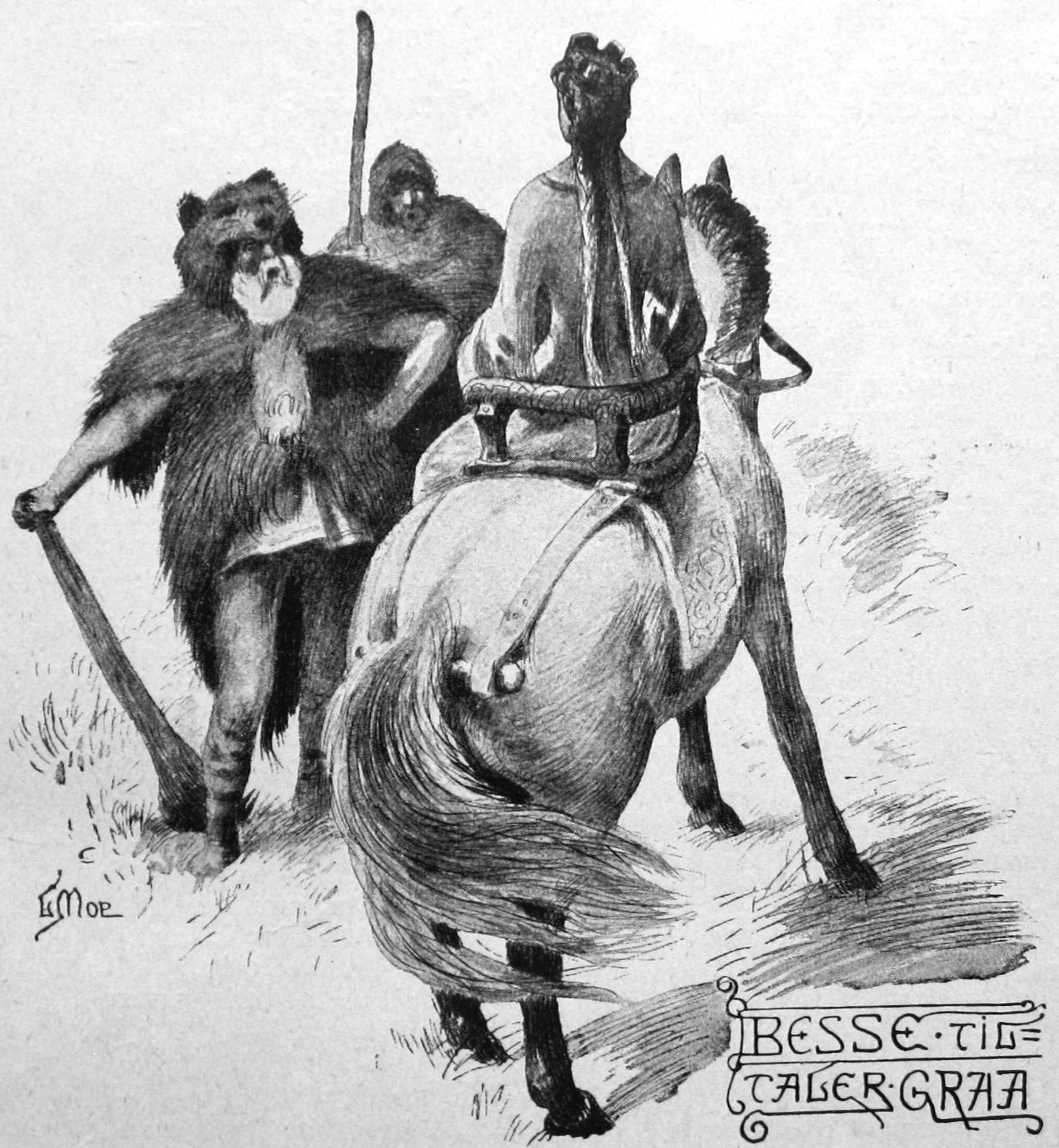
Король Грам встречается с вёльвой Гроа, иллюстрация к «Деяниям данов»
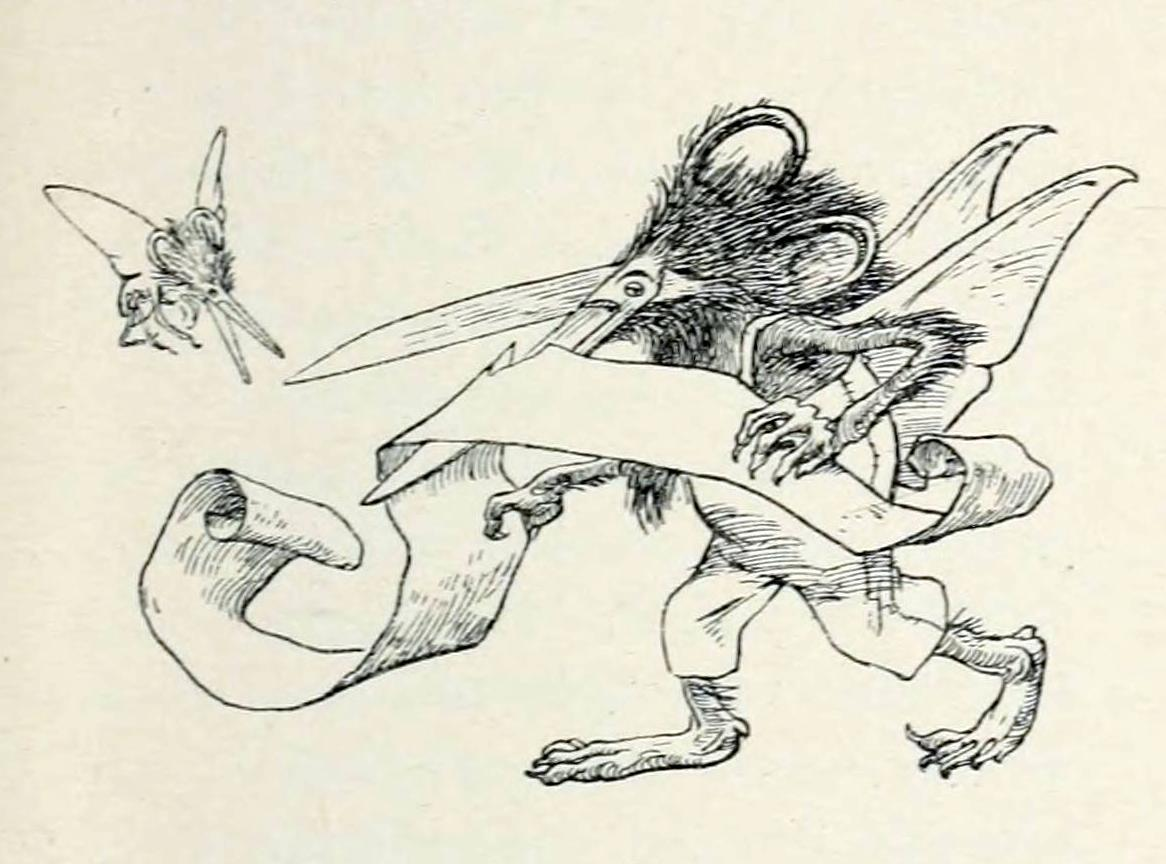
Иллюстрация к книге «Konvolutten; en graphologisk studie» (1897 год)
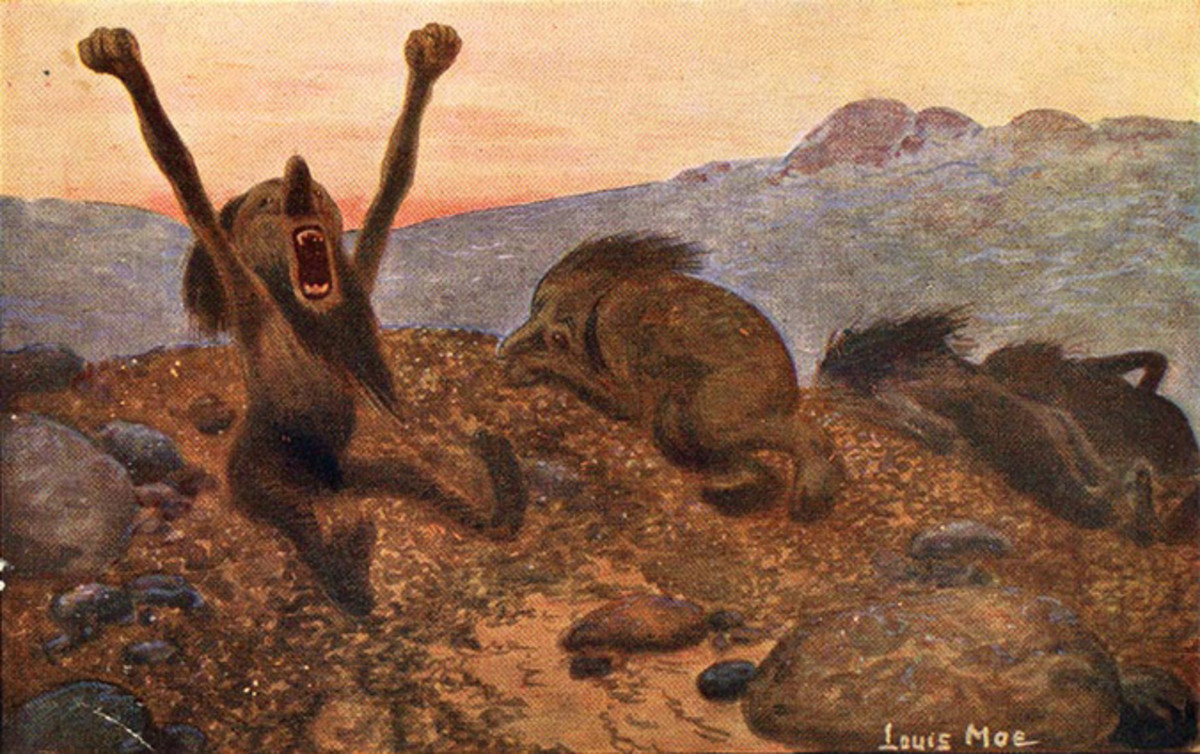
Тролли, открытка (1918 г.)
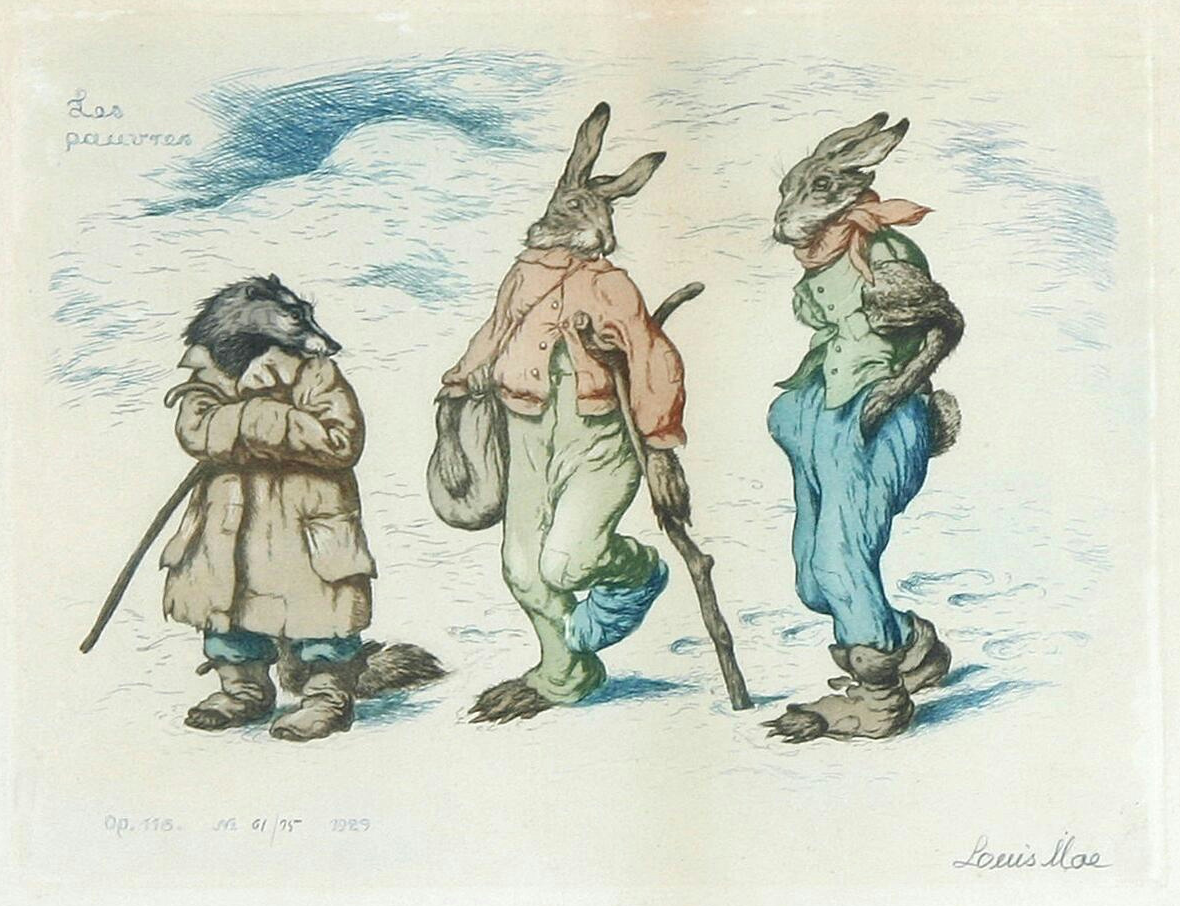
«Les pauvres», гравюра (1929 г.)
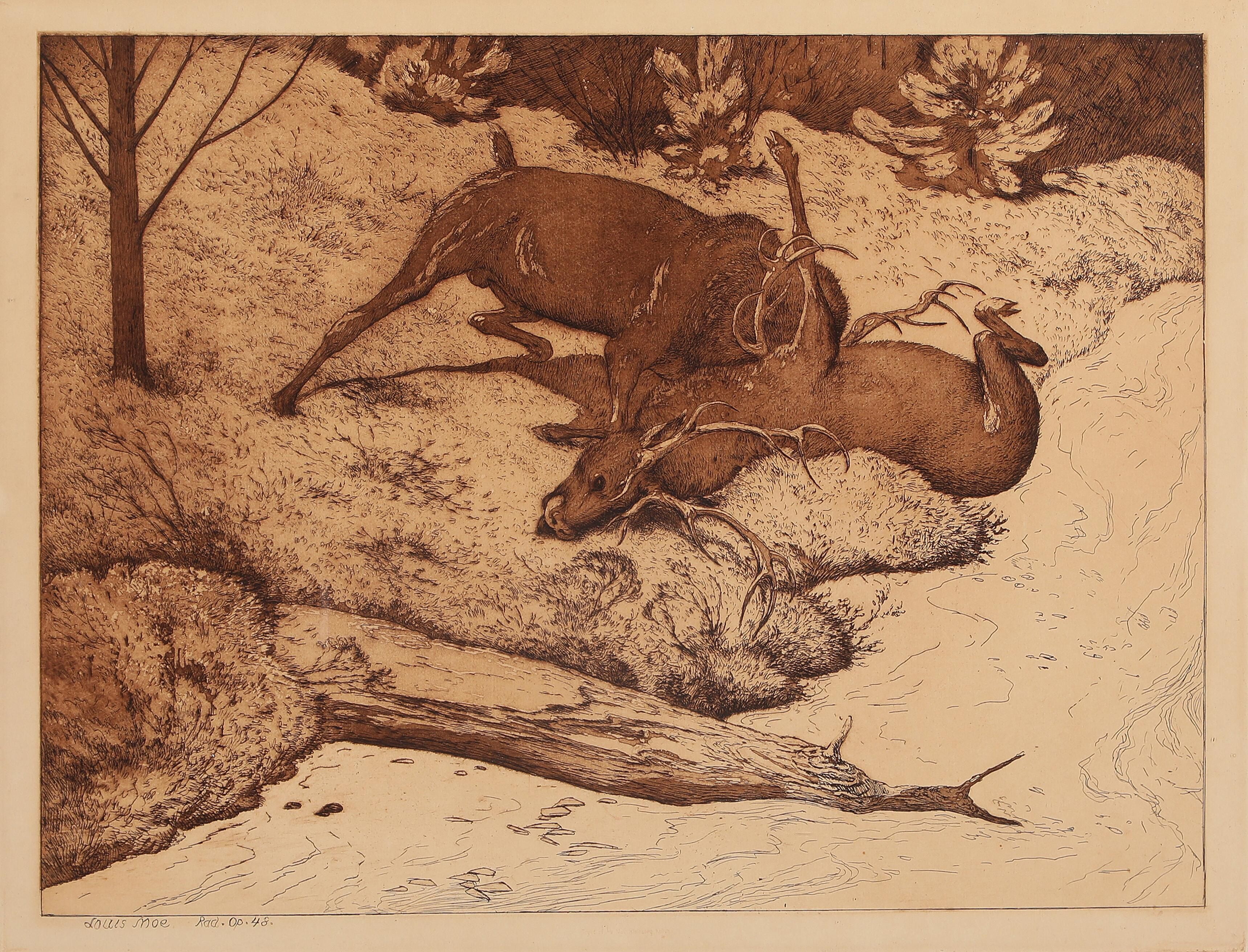
Сражающиеся олени, гравюра (1908 г.)
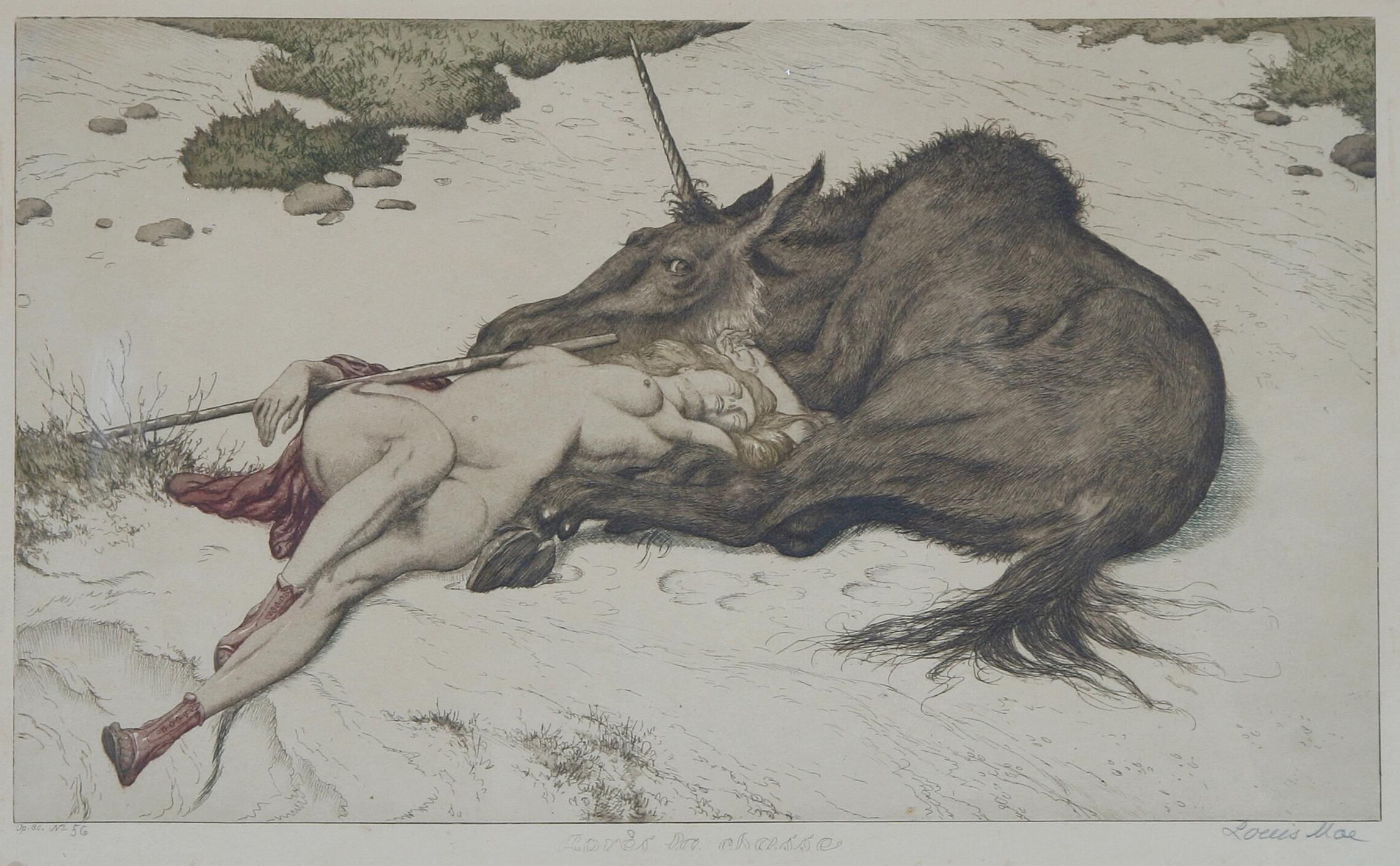
После охоты, гравюра (1919 г.)
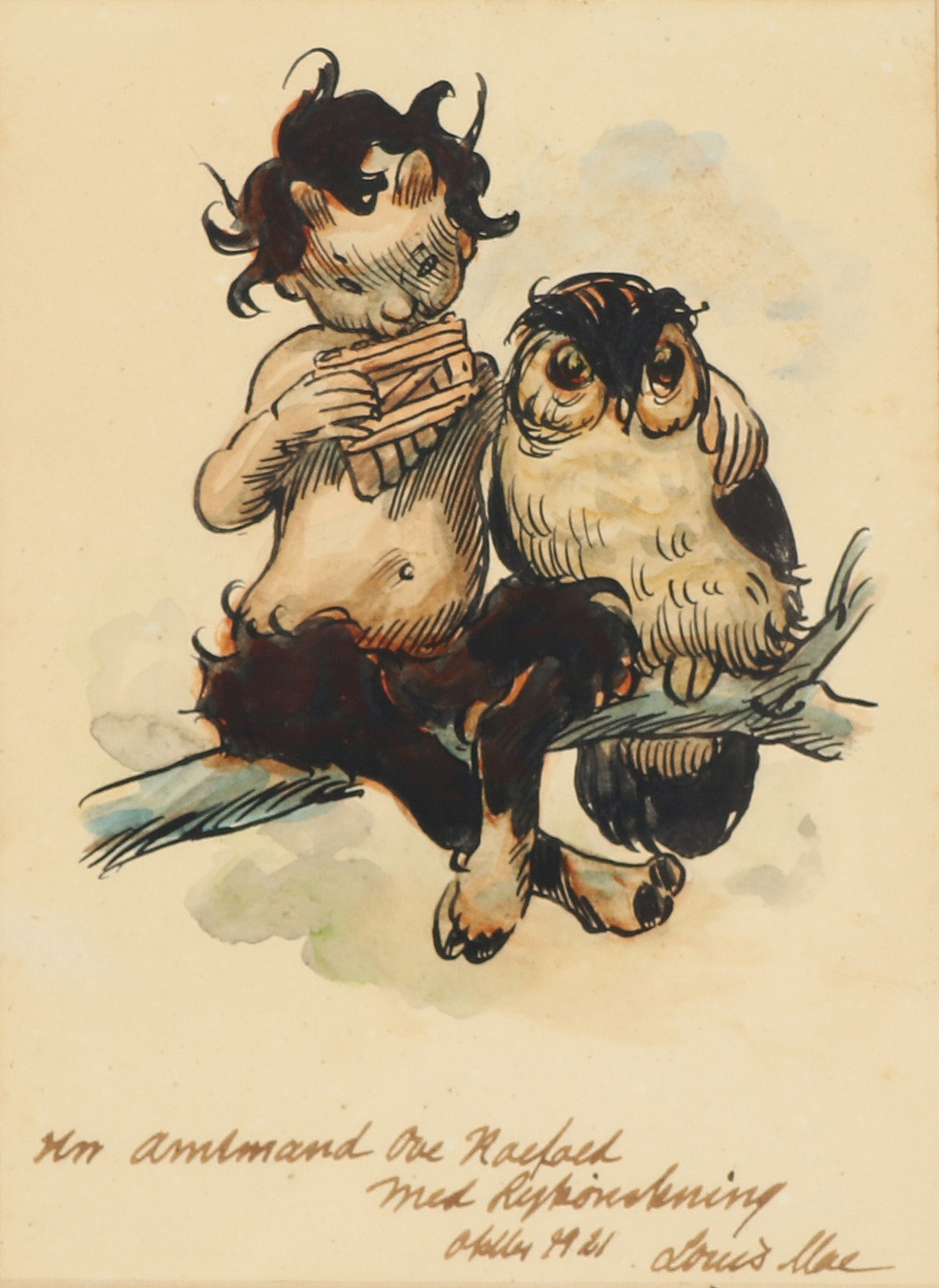
Фавн и сова, рисунок (1921 г.)

### Работы Му наarchive.org
- Англоязычное издание «Peter Kvæk» 1932 года
- «Konvolutten; en graphologisk studie» с иллюстрациями Му
- Carl Ewald. Eventyr skrinet (датск.) / илл. Луиса Му. — Копенгаген, Кристиания: Nordisk Forlag, 1906.

### Работы Му напроекте «Рунеберг»
- Все работы Му на данном проекте
- opslag i Nordisk familjebok
- opslag i Salmonsens Konverstionsleksikon (1924)
- George Kalkar, Louis Moe. Kylle Kluck (швед.). — Стокгольм, 1919.
- Lång, längre, längst. Folksagor från skilda länder (швед.) / Илл. Луиса Му и др.. — Svensk Läraretidnings förlagsaktiebolag, 1928.
- Helena Nyblom. Ja och nej : originalsagor (швед.) / илл. Луиса Му и др.. — Стокгольм: Svensk Läraretidnings förlagsaktiebolag, 1908.

### Работы Му вНациональной библиотеке Норвегии
- Луис Му. Старые детские потешки и игры = Gamle Børnerim og Lege med nye Billeder (датск.). — Grimsgaard & Bretteville, 1901. — 16 с.
- Кристофер Янсон. Middelalderlige billeder (норв.) / илл. Луиса Му. — Копенгаген, Кристиания: Det nordiske Forlag, 1901.
- Вильгельм Краг. Marianne (норв.) / илл. Луиса Му. — Копенгаген, Кристиания: Det Nordiske Forlag, 1899. — 128 с. — (Nordisk Bibliotek).
- Луис Му. Langt, langt bort i Skoge!: Stemninger og Vilddyrhistorier (норв.). — Кристиания: H. Aschehoug & Co, 1904. — 176 с.
- Якоб Булль. Eventyr og historier (норв.) / илл. Луиса Му и Андреаса Блоха. — Осло: J. W. Cappelens Forlag, 1928. — 135 с.
- Østenfor sol og vestenfor måne (норв.) / илл. Луиса Му и Торольфа Хольмбоэ[англ.]. — 1-е. — Кристиания, Копенгаген, Лондон, Берлин, 1922. — 158 с.
- Хольгер Драхман. Kitzwalde : en lille munter Ridderroman (датск.). — 1895. — 228 с.
- Жюль Верн. Вокруг света за 80 дней = Jorden rundt i 80 dage (норв.) / пер. с фр. Кристиана Хауглида, илл. Луиса Му. — Кристиания: Barnenes boksamling, 1911. — 211 с.
- Norsk barneblad (trykt utg.). 1909 Vol. 22 Nr. Joletre
- Norsk barneblad (trykt utg.). 1910 Vol. 23 Nr. Joletre (оформление обложки — Луис Му)